# Plane
plane（プレーン）は、日本のバンド。

## 概要
- 菊地佑介（Vo&Gt）、久光正昭（Gt）、木田佳文（Ba）、神本圭祐（Dr）の4人からなるバンド。
- 1996年、大阪で中学校の同級生だった4人が、中学卒業の日に神本の誘いによってバンドを結成。高校より本格的に活動を始める。そして2004年4月、TOWER RECORDSの新レーベル“NMNL RECORDS”の第1弾アーティストとして1stミニアルバム『laundry』をリリース。翌年6月には、トイズファクトリーより2ndアルバム『seat 22』をリリース。
- 菊地が作詞、メンバー全員で作曲を担当。自身の音楽ジャンルを、ポップでもロックでもない“POCK（ポック）”という独自の言葉で表現している。
- メンバー全員、Mr.Childrenに多大な影響を受けており、ボーカルの菊地にいたっては「桜井さんに会えたら（ミュージシャンを）辞めてもいいと思っていた」と発言するほど憧れている。2006年には「LuckyRaccoonNight vol.1」で共演を果たした。

## メンバー
- 菊地佑介（きくち ゆうすけ）  1980年7月22日生 AB型　 ボーカル、ギター
- 久光正昭（ひさみつ まさあき）   1980年7月17日生 A型　 ギター
- 木田佳文（きだ よしふみ）  1980年8月8日生 O型　 ベース
- 神本'JIN'圭祐（かみもと けいすけ）  1981年2月5日生 AB型　 ドラム

## ディスコグラフィー

### シングル

#### ライブ会場限定シングル
- あなたの声が聴こえるだけじゃ

1. あなたの声が聴こえるだけじゃ

- ボクはキミのミカタ

1. ボクはキミのミカタ

### ライブアルバム
- ALLNIGHT ACOUSTIC LIVE 091226（2010年4月29日発売）
  1. おやすみなさい
  2. 波
  3. left
  4. やじるし
  5. 優しい人に会えたなら
  6. ぼくの中の血液
  7. disco もう会えない
  8. はなればなれ
  9. 涙がこぼれる
  10. どう思う?
  11. 幸せになる君へ
  12. あなたの声が聴こえるだけじゃ
- ALLNIGHT ACOUSTIC LIVE 101225（2011年7月16日発売）
  1. 炭酸少年
  2. ついておいで
  3. 1980
  4. 花火
  5. 歩く
  6. 果実
  7. FORME
  8. ランダム
  9. ボクはキミのミカタ

## ミュージックビデオ
| 監督            | 曲名                                      |
| 菊池久志        | 「グランドライン」                        |
| KOBAYASHI FUJIO | 「R」                                     |
| 谷聰志          | 「はなればなれ」「花火」                  |
| 土屋隆俊        | 「sister」                                |
| 本郷伸明        | 「arrow」「桜はまだ咲いている」「飛行機」 |

## タイアップ一覧
| 使用年 | 曲名           | タイアップ                                                    |
| ------ | -------------- | ------------------------------------------------------------- |
| 2005年 | グランドライン | テレビ東京系『JAPAN COUNTDOWN』2005年10月度エンディングテーマ |

## 主なライブ

### ワンマンライブ・主催イベント
- 2008年01月18日-27日（3公演） - plane「tour localizer 2008 -POCKの中の血液-」
- 2008年09月20日-23日（3公演） - plane×アンダーグラフジョイントツアー「三都物語」

### 出演イベント
- 2007年05月05日 - 25th Anniversary 「It's a BEAUTIFUL day!!!」
- 2007年10月 - MINAMI WHEEL 2007
- 2007年12月31日 - COUNTDOWN JAPAN 07/08
- 2008年06月11日 - セカイイチ presents「光風動春」
- 2008年07月15日-23日（4公演） - ジェット機 presents "ジェットプレーン"
- 2009年04月29日 - GOINGKOBE'09
- 2010年08月22日 - 全力投球!! '10夏
- 2010年11月14日 - MINAMI WHEEL 2010
- 2011年09月17日 - Breed RECORDS presents BREEDOM2011
- 2011年10月16日 - MINAMI WHEEL 2011
- 2012年02月10日-23日（4公演） - 小田和奏(No Regret Life)「in my room, in your town.」
- 2012年05月01日 - 公開人事変更パーティー
- 2012年10月14日 - MINAMI WHEEL 2012
- 2012年11月04日 - shimokita round up5
- 2013年06月30日 - アルカラ presents ネコフェス2013 KUDAKENEKO ROCK FESTIVAL 2013
- 2013年12月01日 - GMC2013(キクチユウスケのみ)

## 出演
ラジオ
- bayfm 「slow life cafe」（2005年4月〜2008年6月 毎週日曜日26:25〜27:00）
メンバー全員でパーソナリティ（菊地が店長）を務めていたレギュラー番組

雑誌
- 「Lucky Raccoon」 菊地の連載“クネクネ”（2005年10月 vol.13〜2007年10月 vol.24）